# Banja (Boergas)
Banja (Bulgaars: Баня) is een dorp in de Bulgaarse gemeente Nesebar, oblast Boergas. Banja ligt hemelsbreed 41 km ten noorden van de provinciehoofdstad Boergas en 366 km ten oosten van Sofia.

## Bevolking
Op 31 december 2020 werden er 170 inwoners in het dorp Banja geregistreerd door het Nationaal Statistisch Instituut van Bulgarije. Het aantal inwoners vertoont al jaren lang een dalende trend: in 1946 telde het dorp nog 1.058 inwoners.
| Bevolkingsontwikkeling tussen 1934 en 2020          |
| --------------------------------------------------- |
|                                                     |
| Bron: Nationaal Statistisch Instituut van Bulgarije |

In het dorp wonen nagenoeg uitsluitend etnische Bulgaren. In 2011 identificeerden 188 van de 189 ondervraagden zichzelf als etnische Bulgaren (99,5%).
| Etnische samenstelling van de respondenten (2011) | Etnische samenstelling van de respondenten (2011) | Etnische samenstelling van de respondenten (2011) | Etnische samenstelling van de respondenten (2011) | Etnische samenstelling van de respondenten (2011) |
| ------------------------------------------------- | ------------------------------------------------- | ------------------------------------------------- | ------------------------------------------------- | ------------------------------------------------- |
|                                                   |                                                   |                                                   |                                                   |                                                   |
| Bulgaren                                          | Bulgaren                                          |                                                   | 99,5%                                             | 99,5%                                             |
| Turken                                            | Turken                                            |                                                   | 0,0%                                              | 0,0%                                              |
| Roma                                              | Roma                                              |                                                   | 0,0%                                              | 0,0%                                              |
| Anders/Onbekend                                   | Anders/Onbekend                                   |                                                   | 0,5%                                              | 0,5%                                              |